# إيزابيل أدريان
إيزابيل أدريان (بالسويدية: Isabel Adrian) هي موسيقية سويدية، ولدت في 30 أغسطس 1977 في غوتنبرغ في السويد.

## وصلات خارجية
- الموقع الرسمي
- إيزابيل أدريان على موقع IMDb (الإنجليزية)